# 대일고등학교
대일고등학교(大一高等學校)는 대한민국 서울특별시 강서구 등촌동에 있는 사립 고등학교이다.

## 학교 연혁
- 1972년 9월 26일 : 학교법인 성한학원 설립 인가
- 1972년 12월 26일 : 대일고등학교 설립 인가
- 1972년 12월 26일 : 학년당 10학급
- 1973년 2월 24일 : 초대 윤덕현 교장 취임
- 1976년 1월 8일 : 제1회 졸업식
- 1988년 3월 4일 : 강서구 등촌동으로 이전
- 2020년 9월 1일 : 제13대 이수정 교장 취임
- 2022년 2월 4일 : 제47회 졸업식
- 2022년 3월 2일 : 제50회 신입생 입학

## 참고 자료
- 대일고등학교 - 한국교육학술정보원 학교알리미